# Fortaleza de Minas
Fortaleza de Minas é um município brasileiro do estado de Minas Gerais. Sua população recenseada em 2022 era de 3 477 habitantes. Antes da emancipação em 1963, era Santa Cruz das Areias, um distrito de São Sebastião do Paraíso. O município pertence à Diocese de Guaxupé. A Votorantim tem uma usina na cidade, que empregava 450 trabalhadores no fim de 2013 produzindo matte de níquel, operações supendidas em 2014 devido à recessão afetando as indústrias. Desde 2016, a fábrica emprega 73 pessoas para produzir ácido sulfúrico.